# Pleistalwerk

Das Pleistalwerk 2010

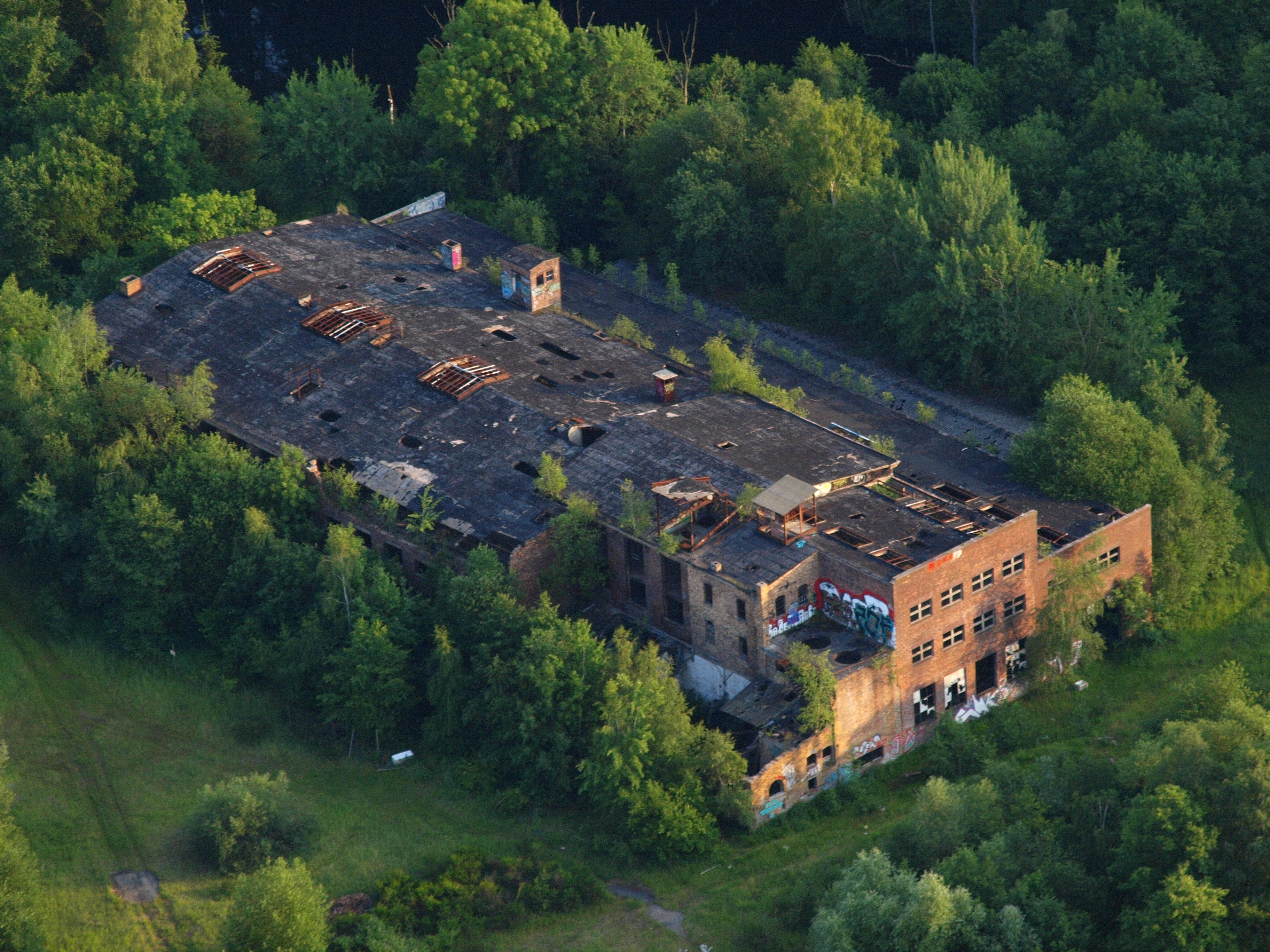
Luftaufnahme des Pleistalwerk

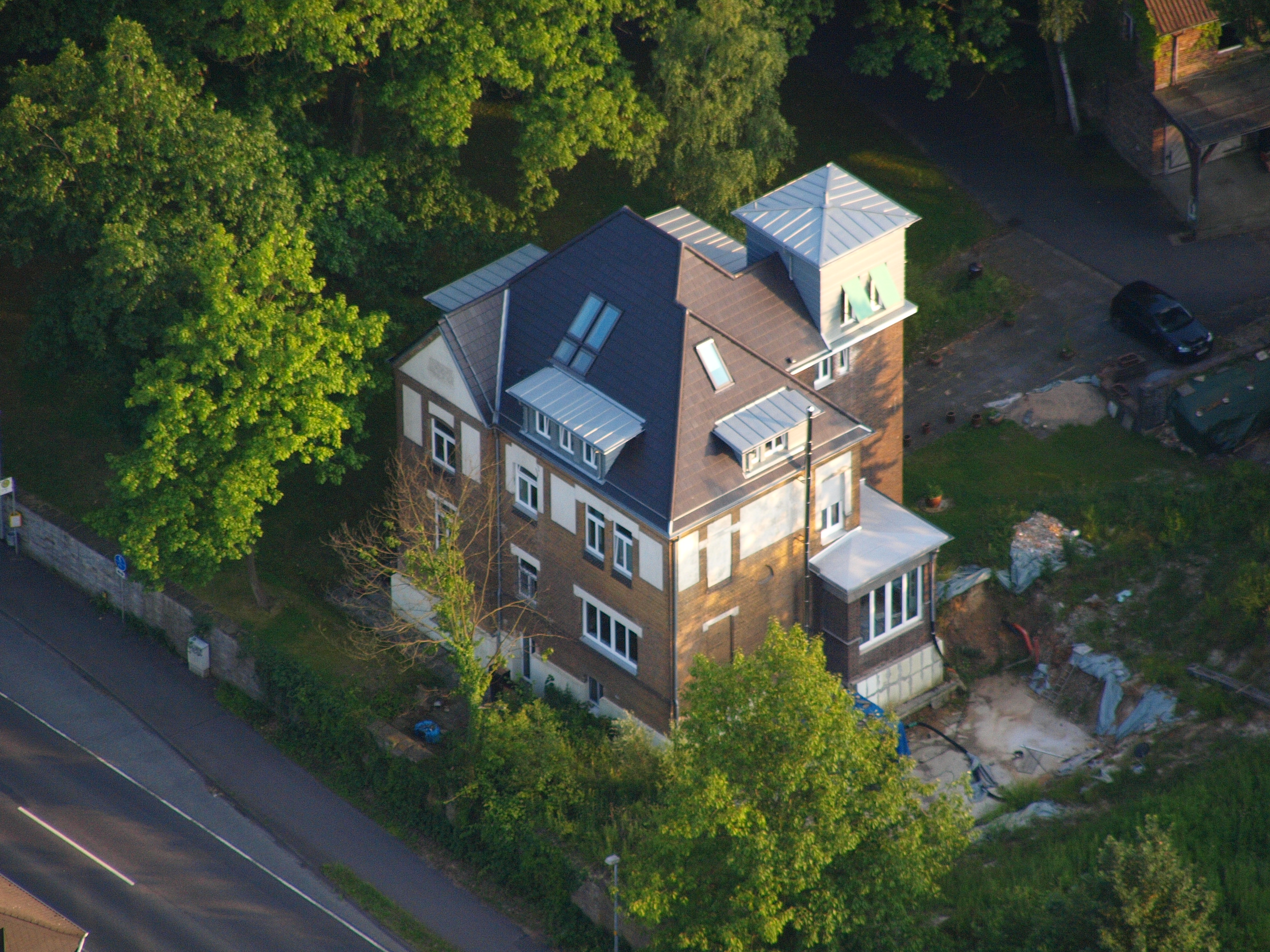
Luftaufnahme der ehemaligen Firmenvilla des Pleistalwerks

Das Pleistalwerk, auch bekannt als Zeche Plato, ist eine ehemalige Ziegelei in der heutigen Stadt Sankt Augustin in Nordrhein-Westfalen. Das Werksgelände befindet sich heute im Stadtteil Birlinghoven.

## Geschichte
Die Zeche Plato wurde 1841 von Albert von Mühlmann gegründet und produzierte feuerfeste Steine, Ziegelsteine, Dachziegel und Tonröhren zur Entwässerung von Häusern und Straßen. Damals gehörte das Werksgelände zur Gemeinde Niederpleis.
1902 zerstörte ein Feuer ein Ofenhaus, das durch einen dreigeschossigen Backsteinbau ersetzt wurde. 1912 beschäftigte das Unternehmen 242 Mitarbeiter. Die Plato AG Bonn, die das Unternehmen im Jahre 1912 übernahm, wurde 1923 zahlungsunfähig. 1924 vernichtete ein Großbrand einen großen Teil des Werksgeländes.
Am 1. August 1926 erwarb Heinrich Startz mit Ehefrau die Anlage und nannte das Unternehmen Pleistalwerk Heinrich Startz KG. Er baute nach einem eigenen Entwurf ein neues Ofenhaus, den so genannten Kammerofen. Im neuen Ofenhaus wurden Klinkersteine produziert.
Anfangs bezog das Werk den Ton aus einer Tongrube auf dem Werksgelände, die jedoch 1928 erschöpft war. Daraufhin wurde die Klinkerproduktion eingestellt und man produzierte feuerfeste Steine. 1930 stellte man ganz auf die Steinzeugröhrenproduktion um. Der Ton wurde fortan aus Frechen und Oberpleis über einen Schmalspurgleisanschluss der Bröltalbahn angeliefert, nach dem Zweiten Weltkrieg jedoch zunehmend mit Lastwagen über die Straße. Den Gleisanschluss hatte das Werk bereits seit 1922.
Nach dem Zweiten Weltkrieg war der Bedarf an Röhren stark gestiegen und das Pleistalwerk gut ausgelastet. Die Qualität der Röhren lag an der Spitze der westdeutschen Steinzeugproduktion, die Röhren des Pleistalwerkes wurde sogar nach Italien, Frankreich und die Schweiz exportiert.

### Einstellung der Produktion
1971 wurde die Produktion unter Gerhard Geerling eingestellt, da sich das alte Fabrikgebäude nicht kostengünstig modernisieren ließ, die Tonvorkommen der Region erschöpft waren und statt Steinzeugröhren zunehmend Rohre aus Polyvinylchlorid (PVC) Verwendung fanden.

### Das Werksgelände nach dem Ende des Pleistalwerkes
Nach dem Ende der Steinzeugröhrenproduktion wurden die Maschinen abgebaut, renoviert und verkauft. Teile des Geländes wurden bis in die 1990er Jahre von einer Firma zur Produktion von Automationsmaschinen für Kunststoff- und Autoindustrie genutzt. Seitdem ist das Gelände ungenutzt und das Gebäude verfällt. Das gesamte Fabrikgelände wurde 1991 von der Familie Geerling GbR an die GbR Rehaklinik Sankt Augustin veräußert; diese ging jedoch in Insolvenz.
Ende der 1990er Jahre wurde das Gelände als Lagerplatz für verschiedene Firmen genutzt.
Seit 2008 ist das Betreten des Geländes verboten, da akute Einsturzgefahr besteht, ebenso kann von den Resten von Produktionsanlagen und Wasserbecken der direkt angrenzenden Waldfläche hinter dem Gebäude eine Gefährdung ausgehen.